# António Carneiro

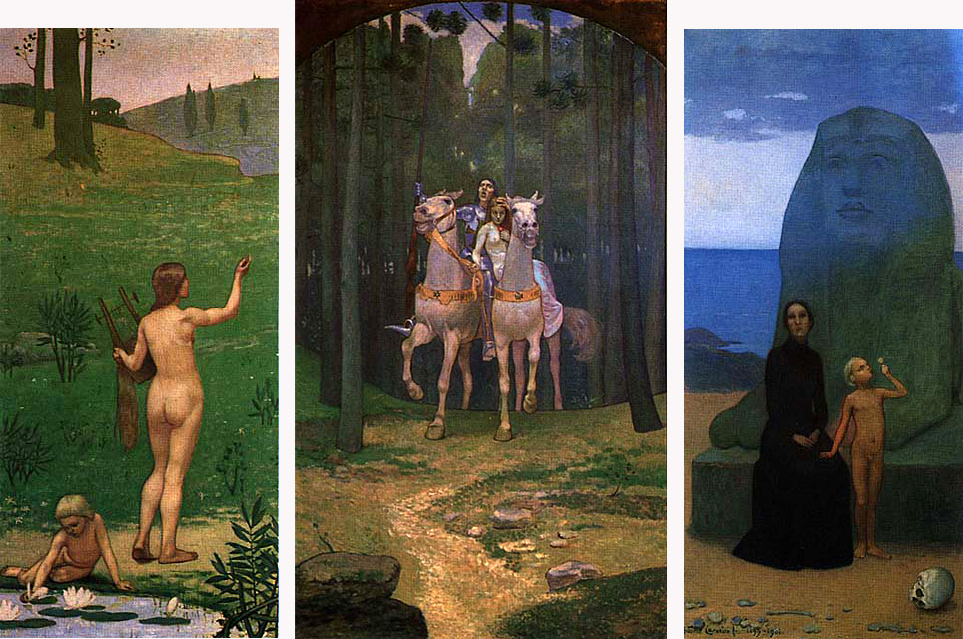
La vida: Esperanza, Amor, Salud, óleo sobre lienzo, Fundação Cupertino de Miranda

António Teixeira Carneiro Júnior (Amarante, 1872-Oporto, 1930) fue un pintor portugués.
Pertenecía al inicio a la escuela naturalista, siendo uno de los pintores portugueses más innovadores de su generación. Fue autor de un tríptico simbolista, "A Vida" (1900), donde está presente la influencia de Pierre Puvis de Chavannes. Por él fue premiado en la Exposición Universal de París.  